# Manfred Kullmann
Manfred Kullmann (* 13. November 1938) ist ein deutscher Jazzpianist.
Als Sohn einer bürgerlichen Familie hat Kullmann in seiner Kindheit und Jugend klassischen Klavierunterricht erhalten. Das Musik-Studium – Klavier und Klarinette – verdiente er sich als Organist in Fulda. Er war lange Jahre Pianist im Tanzorchester des Hessischen Rundfunks bzw. der daraus entstehenden hr-Bigband.  Mit seinem Trio (das ein Album mit Conny Jackel aufnahm) war er ein aktiver Teil der Frankfurter Jazzszene, bevor er mit 60 Jahren die Karriere aufgab, um zu segeln. Seit einigen Jahren lebt er in Berlin und auf Mallorca, wo er wieder ein Trio leitet, mit dem er 2004 ein Album vorgelegt hat. Er übersetzt klassische Musik in die Sprache des Jazz und des Flamenco. Auch ist er auf Tonträgern mit der hr-Bigband, Otto's Jazz Company und Wilson de Oliveira zu hören.

## Lexikalische Einträge
- Jürgen Wölfer: Jazz in Deutschland. Das Lexikon. Alle Musiker und Plattenfirmen von 1920 bis heute. Hannibal, Höfen 2008, ISBN 978-3-85445-274-4.